# Maximilian Moll (Regisseur)
Maximilian von Moll (* 5. Oktober 1967 in Köln) ist ein deutscher Regisseur, Produzent, Drehbuchautor, Videokünstler.

## Leben
Maximilian Moll studierte Psychologie, Philosophie, Publizistik an der FU Berlin und Gesellschafts- und Wirtschaftskommunikation an der Hochschule der Künste Berlin und Film&TV an der Tisch School of the Arts der New York University.
Sein Abschlusskurzfilm 'Sisyphos-Love' lief 1991 auf den Internationale Filmfestspiele Berlin, '1x täglich' premierte 1993 auf den Internationalen Filmfestspielen Berlin, 'We forget' 1995 und der Dokumentarfilm 'The Dark Side of Daren' 2001. 2008 erhielt er den Videokunstpreis Bremen für seine Multiprojektionsinstallation 'Keep the fire burning' in der Weserburg Museum für moderne Kunst. 2014 premierte 'Aya Arcos', sein erster Spielfilm, auf dem Montreal World Film Festival.

## Filmografie
- 1991: Sisyphos Love Kurzfilm
- 1995: We forget Kurzfilm mit Antony Rizzi
- 2000: Smuggler Kurzfilm mit Hendrik Martz, Prädikat wertvoll
- 2001: The Dark Side of Daren Dokumentarfilm
- 2012: Salto Mockumentary mit Lydia Schamschula, Sesede Terziyan, Sarah Becker
- 2014: Aya Arcos Spielfilm

## Auszeichnungen
- 2002: Akademie Schloss Solitude, Stuttgart[4]
- 2003: Skriduklaustur Residency, Island[5]
- 2004: Artist-in-Residence USF, Bergen, Norwegen[6]
- 2008: Videokunst Förderpreis Bremen für 'Keep the fire burning'[7]